# یگان ۱۰ از ناوارون (فیلم)
یگان ۱۰ از ناوارون (به انگلیسی: Force 10 from Navarone) فیلمی محصول سال ۱۹۷۸ و به کارگردانی گای همیلتون است. در این فیلم بازیگرانی همچون رابرت شاو، هریسون فورد، باربارا باک، ادوارد فاکس، فرانکو نرو، کارل ویترز، ریچارد کیل، آلن بادل، مایکل بایرنه، مایکل شرد، وولف کالر ایفای نقش کرده‌اند.